# Struta
Struta (in greco antico: Στρούθας?, Strùthas; V secolo a.C. – dopo il 392 a.C.) è stato un satrapo persiano.

## Biografia
Struta fu inviato da Artaserse II, nel 392 a.C., a sostituire Tiribazo nella satrapia dell'Asia occidentale. Memore delle vittoriose campagne asiatiche di Agesilao, Struta si convinse fortemente della grandezza dell'esercito spartano, e quindi al suo insediamento strinse forti legami con gli Ateniesi.
Il governo spartano inviò Tibrone contro di lui, ma questo comandante, a causa dei suoi errori nel disciplinare le truppe e sé stesso, venne sorpreso da Struta, che lo sconfisse e uccise in battaglia.
Venne poi inviato a prendere il comando delle truppe spartane Difridate, che ebbe più successo nelle operazioni contro Struta.
Alla fine del 388 a.C., tuttavia, Tiribazo aveva già ripreso il controllo della sua satrapia.